# 黄链蛇
黄链蛇（学名：Lycodon flavozonatus）为游蛇科白環蛇屬的爬行动物，俗名黄赤链、方印蛇。分布于缅甸、越南以及中国大陆的浙江、安徽、福建、江西、湖南、广东、海南、广西、贵州、云南等地，一般栖息于山区森林、溪流、水沟草丛附近。其生存的海拔范围为600至1100米。该物种的模式产地在福建崇安（今为武夷山市）。

## 保护
本种于2023年被收录入《有重要生态、科学、社会价值的陆生野生动物名录》。